# Kościół Świętych Apostołów Piotra i Pawła w Rożnowie
Kościół świętych Apostołów Piotra i Pawła w Rożnowie – zabytkowy drewniany rzymskokatolicki kościół filialny znajdujący się we wsi Rożnów, należący do dekanatu wołczyńskiego.

## Historia
W czasach protestantów kościół był pod wezwaniem św. Trójcy, obecnie św. Apostołów Piotra i Pawła. Wzmiankowany w 1376 roku. W 1530 roku przejęty przez protestantów. Obecny został zbudowany w 1788 r. i odnowiony w 1930. W 1945 roku przejęty przez kościół katolicki.

## Architektura
Orientowany, drewniany, o konstrukcji zrębowej na podmurowaniu kamiennym, z wieżą konstrukcji słupowej. Prezbiterium zamknięte trójbocznie z zakrystią od północy. Szersza nawa prostokątna z kwadratową wieżą od zachodu.
Wnętrze nakryte stropami płaskimi z fasetą. W tęczy belka fazowa. Chór muzyczny wsparty na czterech profilowanych słupach z zastrzałami, o parapecie wklęsłowypukłowym. Przy północnej ścianie nawy nadwieszona empora. Wejścia zamknięte półkoliście, w nich drzwi klepkowe ze starymi okuciami i antabami. Okna zamknięte łukiem spłaszczonym. Na zewnątrz kościół jest nieszalowany. Wydatny gzyms koronujący profilowany. Dachy siodłowe kryte gontem. Wieża o ścianach szalowanych, nakryta hełmem baniastym z latarnią, podbita gontem.
Ołtarz główny tryptyk gotycki z końca XV wieku, odnowiony w 1913 roku, rzeźbiony z malowanymi rewersami skrzydeł i predellą. W części środkowej wisi na ścianie obraz Matki Boskiej z Dzieciątkiem w otoczeniu św. biskupa Mikołaja i św. Michała Archanioła, na ścianach skrzydłowych widać obrazy śś. Piotra i Katarzyny, Jana Ewangelisty i Heleny, Apolonii i Pawła, Barbary i Bartłomieja, na rewersach skrzydeł widać natomiast obraz Zwiastowania, na predelli popiersia śś. Hieronima, Jana Jałmużnika, Antoniego i Jana Chrzciciela. 
Organy i ambona są w stylu rokokowym. Chrzcielnica o dekoracji akantowej pochodzi z około 1700 roku. Anioł chrzcielny barokowy z XVIII wieku. Epitafium drewniane ludowe z 1718 roku. Pająk mosiężny sześcioramienny z XVIII wieku. Cztery lichtarze cynowe pochodzą z XVIII wieku. Dwie ławy o tradycjach renesansowych są z XVII wieku. Krzesło z początku XVIII wieku. Kartusz herbowy barokowy z XVIII wieku. Dzwon z 1523 roku ma napis majuskułowy.